# Epping, Victoria
Epping är en del av en befolkad plats i Australien. Den ligger i kommunen Whittlesea och delstaten Victoria, omkring 19 kilometer norr om delstatshuvudstaden Melbourne. Antalet invånare är 32 200.
Runt Epping är det tätbefolkat, med 947 invånare per kvadratkilometer.. Närmaste större samhälle är Melbourne, omkring 19 kilometer söder om Epping.
Trakten runt Epping består till största delen av jordbruksmark. Genomsnittlig årsnederbörd är 1 244 millimeter. Den regnigaste månaden är juli, med i genomsnitt 140 mm nederbörd, och den torraste är januari, med 49 mm nederbörd.